# Newfoundlander
De newfoundlander is een hondenras uit Canada (Newfoundland) met als oorspronkelijk gebruiksdoel 'sledehond voor zware lasten, waterhond'. De newfoundlander werd en wordt gebruikt voor waterwerk: het redden van mensen uit water, het binnenslepen van vissersnetten en het slepen van boten.

## Uiterlijk
De newfoundlander is een grote hond die qua uiterlijk wat weg heeft van een kleine beer. De reu heeft een gemiddelde schofthoogte van 71 centimeter en de teef van 67 centimeter. De reu weegt doorgaans 65 tot 70 kilo en de teef 60 tot 65 kg.
De newfoundlander heeft een waterafstotende, dubbele vacht, die veel verzorging vraagt. De traditionele kleur is zwart, maar er zijn ook bruine en wit-zwarte honden. Zwarte en bruine honden kunnen witte aftekeningen op borst, tenen of staartpunt hebben.
Opmerkelijk aan de newfoundlander zijn de vliezen tussen de tenen en 'rollende gangwerk': die zorgen voor een schommelende beweging van het lichaam als de hond loopt. Ook typerend bij de newfoundlander is dat hij veel kan kwijlen bij onregelmatige verstrekking van voedsel en snoep.

## Landseer en landseer ECT

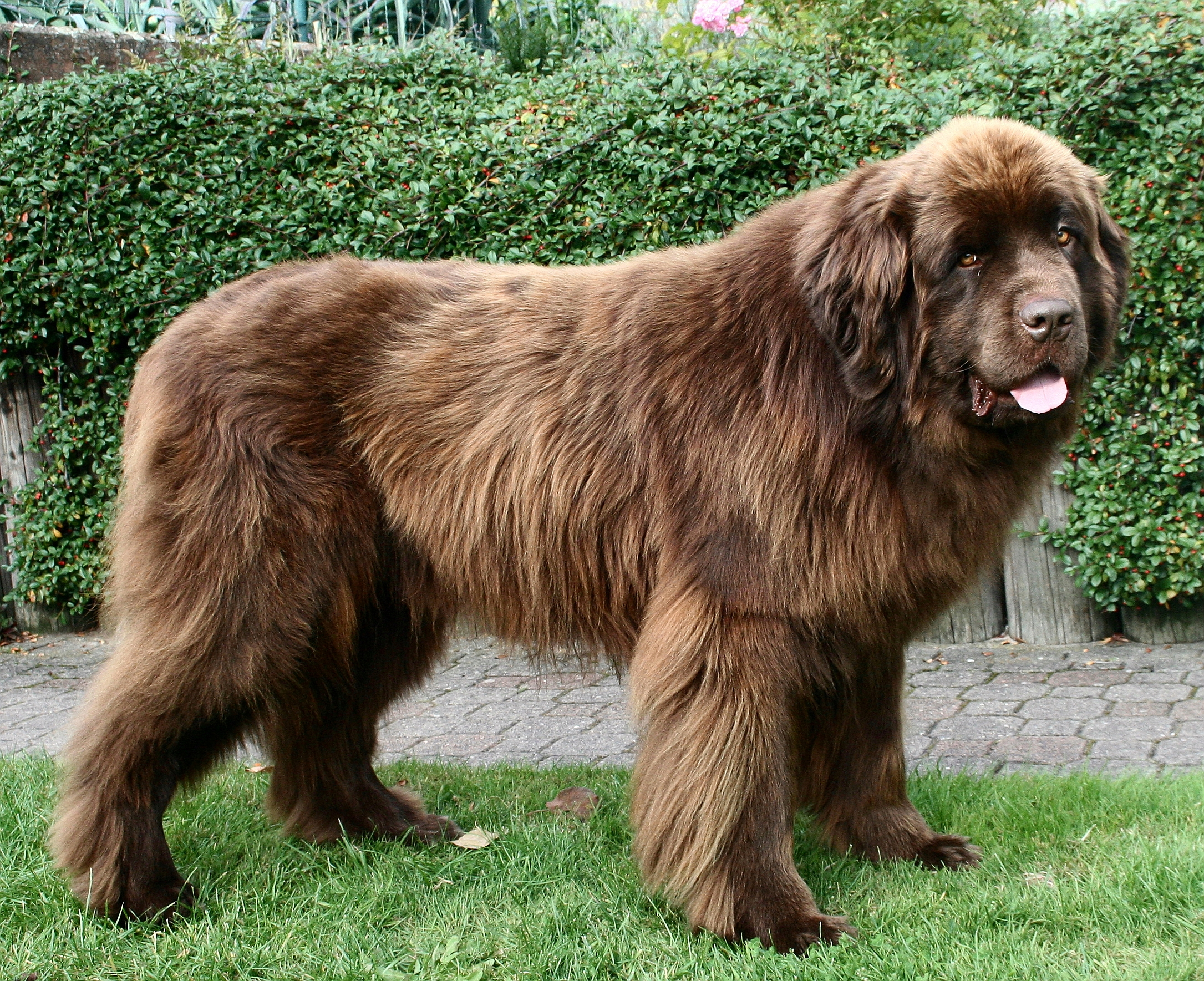
Bruine newfoundlander

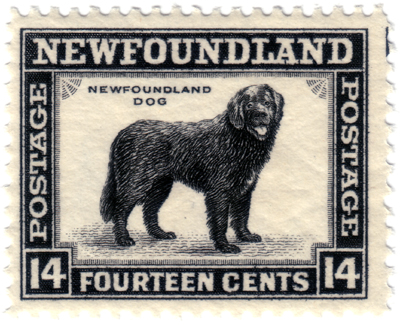
Een newfoundlander op een postzegel van het Dominion Newfoundland uit 1932

De wit-zwarte newfoundlander is van historische betekenis van het ras en werd ook wel landseer genoemd. Er is een discussie geweest of de wit-zwarte newfoundlander en de newfoundlander wel tot hetzelfde ras zouden (moeten) behoren. In Engeland werd met de oprichting van de Newfoundlanderclub in 1886 besloten dat de honden behalve qua kleur gelijk zijn.
Na de Tweede Wereldoorlog werd voornamelijk in Nederland, Zwitserland en Duitsland opnieuw deze discussie gevoerd. Door het vaststellen van een aparte rasstandaard in 1960 voor dit type worden verschillen nu wel erkend. Dit type hond wordt landseer ECT (European Continental Type) genoemd. Er zijn dus wit-zwarte newfoundlanders (landseers) en landseers ECT. De wit-zwarte newfoundlander lijkt dus wel op de landseer ECT, die altijd wit-zwart is, een verschil is onder andere dat de landseer ECT hoger op de benen staat.

## Karakter en gebruiksdoel
De newfoundlander is over het algemeen een vriendelijke en tolerante hond. De newfoundlander werd vroeger gebruikt om vissers te helpen om de netten met vis binnen te halen, sledes te trekken en mensen uit het water te redden, maar tegenwoordig wordt hij vooral gebruikt als gezelschapsdier. Ook werd hij veelvuldig gebruikt om kleine kinderen in de iglo of op de slede warm te houden.

## Gezondheid
Newfoundlanders kunnen last hebben van heupdysplasie (HD) en elleboogdysplasie (ED). Dit zijn stoornissen aan het heup- of ellebooggewricht. ED en HD wordt gezien als een erfelijk probleem. Er wordt geprobeerd om door middel van röntgenfoto's te ontdekken welke honden HD hebben om op basis hiervan te besluiten met welke honden wel of niet gefokt wordt. Wanneer een hond ED of HD heeft kan dit in meer of mindere mate optreden, mede afhankelijk van dieet en beweging. Wanneer een hond er wel veel last van heeft kan besloten worden tot een operatie.

## Classificatie F.C.I.
Elk officieel erkend ras is ingedeeld in groepen door de Fédération Cynologique Internationale (FCI). De newfoundlander is als volgt ingedeeld:
Groep 2 (Pinschers en Schnauzers, Molossers en Sennenhonden), sectie 2.2 Molossers, Berghonden zonder werkproef.